# Eunidia subalbicans
Eunidia subalbicans là một loài bọ cánh cứng trong họ Cerambycidae.